# Бетман, Сабина
Сабина Бетман (нем. Sabine Bethmann; род. 25 октября 1931, Тильзит-8 ноября 2021) — немецкая актриса.

## Биография
Сабина Бетман родилась 25 октября 1931 года в Тильзите, Восточная Пруссия, Германия. Обучалась профессии врача-терапевта, но в двадцать четыре года резко поменяла свои увлечения и решила стать фотомоделью.
В 1956 году Сабина Бетман дебютировала в кино в фильме «Зимний лес», затем было участие в военной драме «Рыба и небольшие акулы». Большую известность получила её работа в серии фильмов о докторе Мабузе — «Скотленд-Ярда в поисках доктора Мабузе», где она была партнёром прославленного Клауса Кински.
Дважды Сабина выступала партнером Йохама Ханзена («Завтра ты будешь плакать обо мне» (1959) и «Пастор с джазовой трубой» (1962). Затем последовали ещё ряд ролей в кино, театре и на телевидении — преимущественно в комедийном и приключенческом жанре, где особое признание и любовь зрителей снискала её актёрская игра в роли Ирены Род в фильмах известного немецкого режиссёра-экспрессиониста Фрица Ланга «Бенгальский тигр» и «Индийская гробница». Должна была сняться в «Спартаке», но после смены режиссёра на Стэнли Кубрика была уволена.
Неожиданно, в сорок лет, в самый разгар карьеры и на пике своей популярности, Сабина Бетман заявила о прекращении работы в кино, и обещание сдержала, лишь однажды, в 1990 году снявшись в одном короткометражном фильме. Сейчас Сабина Бетман проживает в Берлине.

## Фильмография
- 1956 — Зимний лес / Waldwinter — Марианне
- 1956 — Das Donkosakenlied — Хельга, его дочь
- 1956 — Моя тётка, твоя тётка / Meine Tante, deine Tante — Хельга
- 1957 — …Y eligió el infierno
- 1957 — Heimweh… dort wo die Blumen blühn — Ренате Бург
- 1957 — Акулы и мелкие рыбёшки / Haie und kleine Fische — Эдит Вегенер
- 1958 — Vento di primavera — Elisabeth
- 1958 — Король чардаша / Der Czardas-König — Хелене
- 1958 — Поликушка / Polikuschka — Наталья
- 1958 — Бенгальский тигр / Der Tiger von Eschnapur — Ирене Розд
- 1959 — Индийская гробница / Das indische Grabmal — Ирене Родз
- 1959 — Родана, твои песни / Heimat, deine Lieder — Эва
- 1959 — Завтра ты будешь плакать обо мне — Кристине Хакрат
- 1959 — Путешествие в затерянный город / Journey to the Lost City — Ирене Родз
- 1960 — Хуанито / Juanito — Карменсита
- 1962 — Дамский врач д-р Сибелиус / Frauenarzt Dr. Sibelius — сестра Ирене
- 1962 — Пастор с джазовой трубой — Ханна Остервальд
- 1963 — Джеральдина — ангел? / Ist Geraldine ein Engel? — Элизабет
- 1963 — Скотланд Ярд против доктора Мабузе / Scotland Yard jagt Dr. Mabuse — Нэнси Мастерсон
- 1965 — Жан / Jean (ТВ) — Криста
- 1965 — Mädchen hinter Gittern — фройляйн Кёниг
- 1965 — Человек из Оклахомы / Oklahoma John — Джорджина Уайт
- 1966 — Врач констатирует… / Der Arzt stellt fest… — фрау Маурер
- 1967 — Когда любовь была преступлением / Kiedy miłość była zbrodnią — Эрика Бадке
- 1968 — Эротика за школьной партой / Erotik auf der Schulbank
- 1968 — К чёрту со школой / Zum Teufel mit der Penne — фрау Бурки
- 1970 — Господа с чистой репутацией / Die Herren mit der weißen Weste — Моника Кнауэр
- 1990 — Сплетня / Kaffeeklatsch